# Абдыкулов, Медербек
Медербек Абдыкулович Абдыкулов — советский киргизский хозяйственный, государственный и партийный деятель.

## Биография
Родился в 1921 году. Член ВКП(б) с 1944 года.
С 1939 года — на хозяйственной, общественной и политической работе. В 1939—1976 гг. — учитель, 1-й секретарь районного комитета ЛКСМ Киргизской ССР[где?], в РККА, инструктор Отдела животноводства Фрунзенского областного комитета КП(б) Киргизии, заместитель заведующего Отделом кадров, заведующий Планово-финансово-торговым отделом Иссык-Кульского областного комитета КП(б) Киргизии, секретарь Фрунзенского областного комитета КП(б) Киргизии, 1-й секретарь ЦК ЛКСМ Киргизской ССР, секретарь ЦК КП Киргизской ССР, 1-й секретарь Ошского областного комитета КП Киргизской ССР, директор начальной школы № 6 города Токмака, заместитель министра народного образования Киргизской ССР.
Избирался депутатом Верховного Совета СССР 5-го созыва.

## Сочинения
- Абдыкулов, Медербек Абдыкулович. В творческом поиске [Текст] : [Нач. школа № 6 г. Токмака]. — Фрунзе : Мектеп, 1968. — 20 с. : ил.